# Pierre Reverdy
Pierre Reverdy (Narbona, 13 de setembre de 1889 - 17 de juny de 1960) va ser un poeta francès associat al surrealisme i al cubisme.
Va néixer a casa del seu pare, en el si d'una família d'escultors i picapedrers dedicats a obres d'esglésies. És allí on aprèn a llegir i a escriure, per després continuar els seus estudis a Tolosa i a Narbona.
L'octubre de 1910, arriba a París i comença a freqüentar les tertúlies literàries de Montmartre, on troba els seus primers amics: Guillaume Apollinaire, Max Jacob, Louis Aragon, André Breton, Philippe Soupault i Tristan Tzara.
Durant setze anys només viu per als seus llibres, alguns d'ells il·lustrats per famosos pintors i dibuixants, entre els quals destaquen Pablo Picasso, Georges Braque, Henri Matisse i d'altres. En tots aquests anys és quan comença el seu camí el surrealisme, on ell serà un dels seus inspiradors.
El 1917, funda la revista Nord-Sud juntament amb el poeta avantguardista xilè, Vicente Huidobro, fundador del Creacionisme. A la revista Nord-Sud hi col·laboraran els poetes del dadaisme després del surrealisme. L'aventura només durarà un any. Joan Miró i Ferrà va titular un quadre Nord-Sud, inspirant-se en aquesta revista.
Més tard, el 1926, se sent cridat per Déu i a l'edat de 37 anys es trasllada a viure a l'abadia de Solesmes, on romandrà fins que va morir el 1960 a l'edat de 71 anys. Tota la seva vida està marcada per un profund sentiment religiós que es reflecteix en tota la seva obra.

## Obres
- 1915 Poèmes en prose
- 1916 La lucarne ovale
- 1916 Quelques poèmes
- 1917 Le voleur de Talan
- 1918 Les ardoises du toit.Inclou deu dibuixos de Georges Braque.
- 1918 Les jockeys camouflés et période hors-texte
- 1919 La guitare endormie. Inclou 4 dibuixos de Juan Gris
- 1919 Self defence.
- 1921 Étoiles peintes. Inclou un aiguafort d'André Derain
- 1921 Cœur de chêne.
- 1922 Cravates de chanvre. Inclou 3 aiguaforts de Pablo Picasso.
- 1924 Pablo Picasso et son œuvre. Inclou vint-i-sis reproduccions de dibuixos i pintures de Picasso.
- 1924 Les épaves du ciel
- 1925 Écumes de la mer. Inclou un retrat de l'autor per Picasso.
- 1925 Grande nature (París, Les Cahiers libres).
- 1926 La peau de l'homme
- 1927 Le gant de crin
- 1928 La balle au bond. Inclou un retrat de l'autor per Modigliani
- 1929 Sources du vent. Inclou un retrat de l'autor per Picasso.
- 1929 Flaques de verre
- 1930 Pierres blanches. Inclou un retrat de l'autor per Marc Chagall.
- 1930 Risques et périls
- 1937 Ferraille
- 1937 Préface à Déluges de Georges Herment (José Corti).
- 1940 Plein verre
- 1945 Plupart du temps, poemes 1915-1922 comprenent, Poèmes en prose, Quelques poèmes, La lucarne ovale, Les ardoises du toit, Les jockeys camouflés, La guitare endormie, Étoiles peintes, Cœur de chêne i Cravates de chanvre
- 1945 Préface à Souspente d'Antoine Tudal
- 1946 Visages. Inclou 14 litografies d'Henri Matisse].
- 1948 Le chant des morts. Inclou 125 litografies de Picasso.
- 1948 Le livre de mon bord
- 1949 Tombeau vivant,
- 1949 Main d'œuvre, poemes 1913-194, comprenent: Grande nature, La balle au bond, Sources du vent, Pierres blanches, Ferraille, Plein verre y Le chant des morts, Cale sèche i Bois vert
- 1950 Une aventure méthodique. Inclou 12 litografies en color i 26 en blanc i negre de Georges Braque.
- 1953 Cercle doré. Inclou una litografia de Georges Braque
- 1955 Au soleil du plafond. Inclou 11 litografies de Juan Gris
- 1956 En vrac
- 1959 La liberté des mers. Il·lustrat per Georges Braque.
- 1962 À René Char. Dibuix de Georges Braque.
- 1966 Sable mouvant. Amb aiguatintes de Picasso.